# Preis der Stadt Wien für Bildende Kunst
Der Preis der Stadt Wien für Bildende Kunst wurde von 1947 bis 2001 jährlich für die drei Kategorien Angewandte Kunst, Bildhauerei und Malerei und Grafik vergeben. Er wird seit 2002 jährlich ohne Nennung einer Kategorie verliehen.

## Modus des Preises
Der Preis wird von der Kulturabteilung der Stadt Wien (MA 7) geregelt. Ein Preisträger erhält derzeit (2025) ein Preisgeld von 10.000 Euro.

## Preisträger 1924–1931
- 1924: die Maler Bartholomäus Stefferl, Oskar Larsen und Albert Janesch, die Bildhauer Wilhelm Frass, Carl Philipp und Otto Hofner
- 1925: die Maler Heinrich Krause und Josef Krcal sowie der Bildhauer Heinrich Karl Scholz
- 1926: der Maler Fritz Zerritsch, der Maler und Bildhauer Richard Teschner sowie der Bildhauer Josef Franz Riedl
- 1927: die Maler Adolf Curry und Gustav Schutt, der Bildhauer Josef Humplik
- 1928:[2]
  - auf dem Gebiet der Dichtkunst:
    - für Lyrik (500 Schilling): Augustin Popp (genannt Heinrich Suso Waldeck) und Theodor Kramer
    - für Drama (1000 Schilling): Hermann Heinz Ortner
    - für Epik (1000 Schilling): Oskar Maurus Fontana

  - auf dem Gebiet der Musik (1000 Schilling):
    - Hugo Kauder
    - Hans Pleß
    - Friedrich Reidinger

  - auf dem Gebiet der bildenden Kunst (1000 Schilling):
    - Reinhold Klaus (akademischer Maler)
    - Oskar Laske (akademischer Maler)
    - Ferdinand Opitz (akademischer Bildhauer)
- 1929: der Maler Albert Janesch
- 1930: Karl Stemolak
- 1931: Ekke Ozlberger[3]

## Preisträger 1947–1966
| Jahr | Angewandte Kunst     | Bildhauerei          | Malerei und Grafik                  |
| ---- | -------------------- | -------------------- | ----------------------------------- |
| 1947 | Gertrud Höchsmann    | Fritz Wotruba        | Anton Kolig, Otto Rudolf Schatz     |
| 1948 | kein Preis verliehen | Siegfried Charoux    | Albert Paris Gütersloh, Oskar Laske |
| 1949 | Alfred Kunz          | Gustinus Ambrosi     | Josef Dobrowsky, Carry Hauser       |
| 1950 | Franz Hagenauer      | Heinz Leinfellner    | Herbert Boeckl, Alfred Kubin        |
| 1951 | Julius Jirasek       | Rudolf Schmidt       | Victor Theodor Slama                |
| 1952 | Robert Obsieger      | Josef Humplik        | Ludwig Heinrich Jungnickel          |
| 1953 | Adele List           | Robert Ullmann       | Robin Christian Andersen            |
| 1954 | Hermann Kosel        | Karl Stemolak        | Hans Böhler                         |
| 1955 | Paul Kirnig          | kein Preis verliehen | Sergius Pauser                      |
| 1956 | Stephan Hlawa        | Maria Biljan-Bilger  | Franz von Zülow                     |
| 1957 | kein Preis verliehen | Erich Pieler         | kein Preis verliehen                |
| 1958 | Erni Kniepert        | Wander Bertoni       | Kurt Moldovan                       |
| 1959 | Leo Wollner          | Rudolf Hoflehner     | Carl Unger                          |
| 1960 | Josef Frank          | kein Preis verliehen | kein Preis verliehen                |
| 1961 | Hans Fabigan         | Georg Ehrlich        | Georg Merkel                        |
| 1962 | C. Weber             | Alois Heidel         | Ferdinand Stransky                  |
| 1963 | Willi Bahner         | kein Preis verliehen | Gerhart Frankl                      |
| 1964 | Leopold Schmid       | Joannis Avramidis    | Oskar Schmal                        |
| 1965 | Ernst Paar           | Hans Knesl           | Walter Eckert                       |
| 1966 | Hans Thomas          | Franz Fischer        | Arnulf Neuwirth                     |

## Preisträger 1967–1986
| Jahr | Angewandte Kunst     | Bildhauerei           | Malerei und Grafik                    |
| ---- | -------------------- | --------------------- | ------------------------------------- |
| 1967 | Fritz Riedl          | Alfred Hrdlicka       | Gustav Hessing                        |
| 1968 | Axl Leskoschek       | Karl Prantl           | Anton Lehmden                         |
| 1969 | Kurt Ohnsorg         | Rudolf Kedl           | Rudolf Hausner                        |
| 1970 | Wilhelm Jaruska      | Rudolf Schwaiger      | Fritz Martinz                         |
| 1971 | Linda Hödl           | Oskar Bottoli         | Georg Eisler                          |
| 1972 | Franz Hubmann        | Otto Eder             | Ernst Fuchs                           |
| 1973 | Hans Schaumberger    | Josef Schagerl junior | Josef Mikl                            |
| 1974 | Tino Erben           | kein Preis verliehen  | kein Preis verliehen                  |
| 1975 | Georg Schmid         | Roland Goeschl        | Hans Escher                           |
| 1976 | Erich Lessing        | Bruno Gironcoli       | Rudolf Schönwald                      |
| 1977 | Erich Sokol          | kein Preis verliehen  | Maria Lassnig, Wolfgang Hutter        |
| 1978 | Peter Skubic         | kein Preis verliehen  | Oswald Oberhuber, Peter Pongratz      |
| 1979 | Gerhard Jax          | Josef Pillhofer       | Arik Brauer                           |
| 1980 | kein Preis verliehen | Franz Xaver Ölzant    | Adolf Frohner, Karl Anton Fleck       |
| 1981 | Anna-Lülja Praun     | Gerhardt Moswitzer    | Wolfgang Herzig                       |
| 1982 | Gertrude Fröhlich    | Gerda Fassel          | Eduard Angeli, Gustav Kurt Beck       |
| 1983 | Gundi Dietz          | Franz Pixner          | Hans Staudacher, Christine Heuer      |
| 1984 | Uli Kaufmann         | Zbynek Sekal          | Wolfgang Hollegha, Florentina Pakosta |
| 1985 | Lothar Rübelt        | Osamu Nakajima        | Erna Frank, Othmar Zechyr             |
| 1986 | Alfred Soulek        | Heinz Frank           | Günter Brus, Martha Jungwirth         |

## Preisträger 1987–2001
| Jahr | Angewandte Kunst                   | Bildhauerei          | Malerei und Grafik                            |
| ---- | ---------------------------------- | -------------------- | --------------------------------------------- |
| 1987 | Erich Wonder                       | Erwin Reiter         | Franz Ringel, Hildegard Joos                  |
| 1988 | Meina Schellander                  | Franz West           | Hermann Nitsch, Reimo Wukounig                |
| 1989 | Mario Terzic                       | Oswald Stimm         | Kurt Kocherscheidt, Christian Ludwig Attersee |
| 1990 | Valie Export                       | Willi Kopf           | Siegfried Anzinger, Franz Graf                |
| 1991 | GRAF+ZYX                           | Brigitte Kowanz      | Gerwald Rockenschaub, Grete Yppen             |
| 1992 | Peter Weibel                       | Manfred Wakolbinger  | Ernst Caramelle, Hubert Scheibl               |
| 1993 | Robert Adrian X                    | Erwin Wurm           | Ingeborg Strobl, Jürgen Messensee             |
| 1994 | Birgit Jürgenssen                  | Hans Kupelwieser     | Walter Obholzer, Alois Mosbacher              |
| 1995 | Kiki Kogelnik                      | Simonetta Ferfoglia  | Gunter Damisch, Johanna Kandl                 |
| 1996 | Peter Kogler                       | Marianne Maderna     | Erwin Bohatsch, Eva Schlegel                  |
| 1997 | Margherita Spiluttini, Helmut Lang | Heimo Zobernig       | Herbert Brandl                                |
| 1998 | Elfie Semotan                      | Lois Weinberger      | Hubert Schmalix, Martin Walde                 |
| 1999 | Alfons Schilling                   | Bernhard Leitner     | Tone Fink, Walter Vopava                      |
| 2000 | Helfried Kodré, Konrad Becker      | kein Preis verliehen | Heinrich Heuer, Franz Zadrazil                |
| 2001 | Anna Heindl                        | Padhi Frieberger     | Markus Muntean/Adi Rosenblum, Helga Philipp   |

## Preisträger ab 2002
Der Preis der Stadt Wien für Bildende Kunst wird seit 2002 jährlich ohne Nennung einer Kategorie verliehen.
- 2002: Hildegard Jelinek-Absalon – Josef Dabernig – Ilse Haider – Turi Werkner
- 2003: Elke Krystufek – Friedl Kubelka – Dorit Margreiter – Markus Prachensky
- 2004: Elfriede Mejchar – Constanze Ruhm – Hans Weigand – Otto Zitko
- 2005: Matthias Herrmann – Maria Theresia Litschauer – Inés Lombardi – Lisl Ponger
- 2006: Carola Dertnig – Markus Geiger – Florian Pumhösl – Hans Schabus
- 2007: Renate Bertlmann – Ines Doujak – Markus Schinwald – Peter Sengl
- 2008: Maria Hahnenkamp – Ursula Hübner – Künstlergruppe gelitin – Dominik Steiger
- 2009: Lore Heuermann – Anna Jermolaewa – Mathias Poledna – Esther Stocker
- 2010: Herwig Kempinger – Marko Lulic – Mara Mattuschka – Walter Schmögner
- 2011: Prinzpod – Brigitte Prinzgau – Wolfgang Podgorschek – Thomas Reinhold – Margot Pilz
- 2012: Ingeborg G. Pluhar – Barbara Eichhorn – Martin Walde – Hans Scheirl
- 2013: Dorothee Golz – František Lesák – Matta Wagnest – Herwig Zens
- 2014: Michaela Moscouw – Fritz Panzer – Gabriele Rothemann – Gerhard Rühm
- 2015: Lieselott Beschorner – Linda Christanell – Michael Kienzer – Susanna Krawagna
- 2016: Sonja Gangl – Gudrun Kampl – Karin Mack – Jorg Hartig
- 2017: Julie Hayward – Hubert Sielecki – Gerlinde Wurth – Jun Yang
- 2018: Iris Andraschek
- 2019: Sabine Bitter und Helmut Weber
- 2020: Maja Vukoje
- 2021: Künstlerkollektiv kozek hörlonski (Peter Kozek und Thomas Hörl)
- 2022: Rini Tandon
- 2023: Claudia Märzendorfer
- 2024: Nikolaus Gansterer, Förderungspreise: Tiina Söot und Dorothea Zeyringer, Sophie Thun[4]
- 2025: Werner Würtinger, Förderungspreise: Róbert Gábriš und Darja Shatalova[5]